# 平湖市
平湖市是由中华人民共和国浙江省嘉兴市代管的一个县级市，位于浙江省北部、杭嘉湖平原东端，南临杭州湾，东北与上海市金山区交界，西与嘉兴市南湖区接壤，西南与海盐县为邻，西北与嘉善县相接。区域总面积为554.14 平方公里。

## 历史

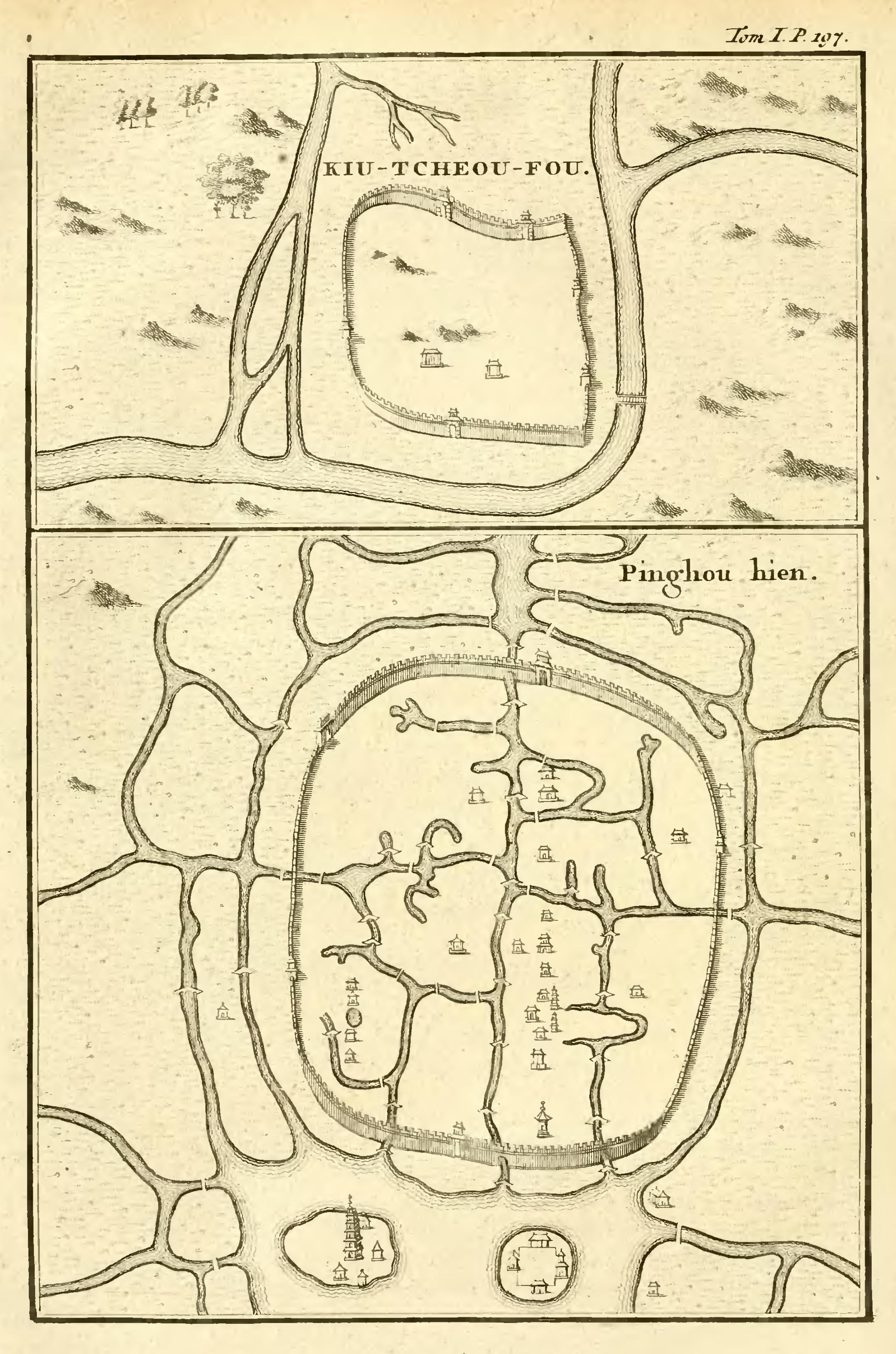
衢州府和平湖县的地图，出自1736年杜赫德所著的《中国概况》

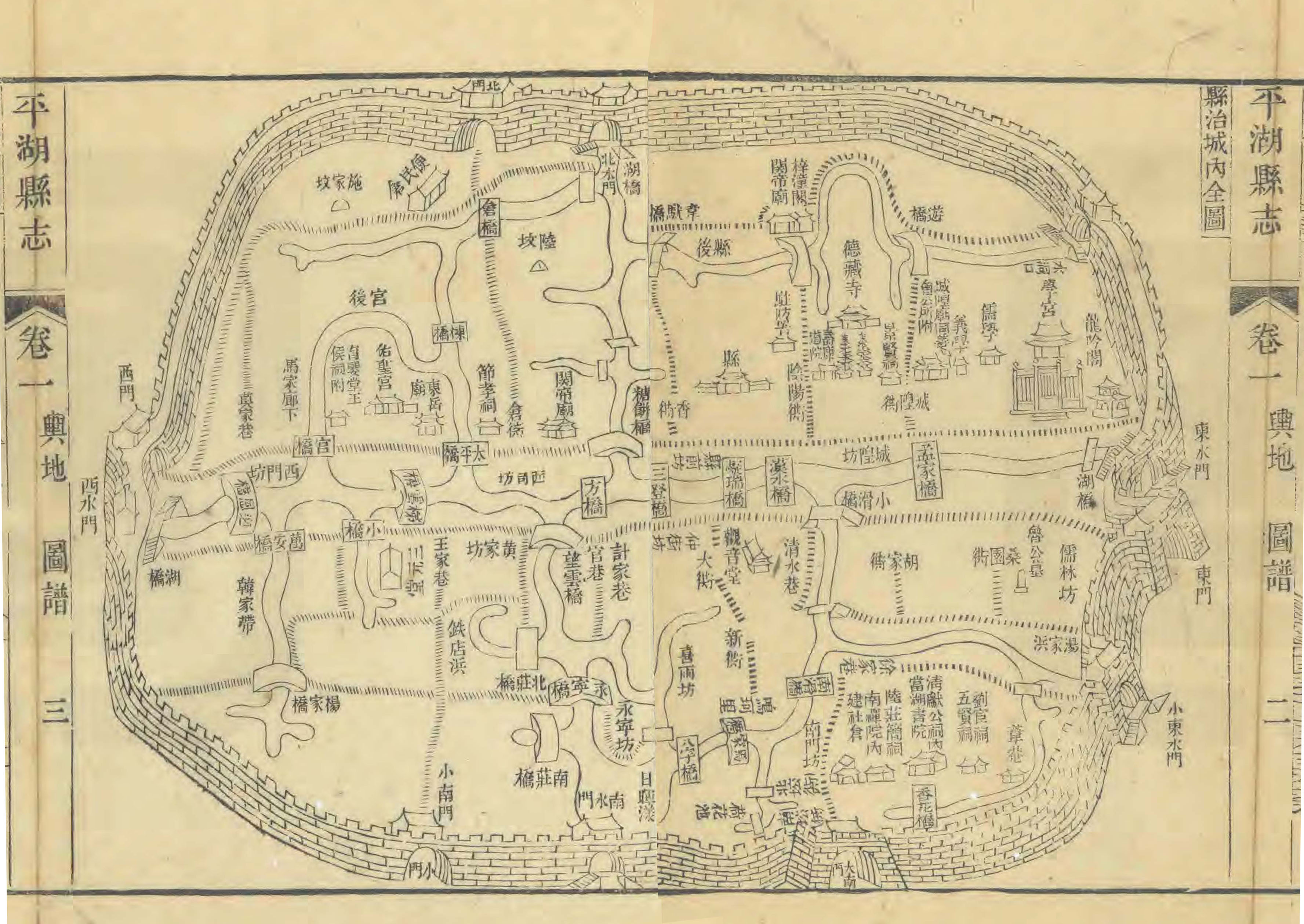
清乾隆四十五年（1780）《平湖县志》县治城内全图。

明宣德五年（1430年）自海盐县析置“平湖县”，1991年撤平湖县设平湖市至今。

## 地理
平湖地处杭嘉湖平原，东北部与上海市相接，南濒杭州湾，境内地势低平、河网密布。平湖属江南古陆外缘杭州湾凹陷，为一冲积平原。境内地势平坦，平均海拔2.8米，除东南沿海有呈带状分布的20座低丘和11座岛礁共4.89平方公里外，余为大片平原。陆域面积557平方公里，海域面积1070平方公里，海岸线长27公里；耕地面积47万亩。

## 气候
平湖属北亚热带季风气候，年平均气温16度左右，年平均日照时数在2000小时左右，年平均降水量1170毫米左右，全年无霜期225天左右。

## 行政区划
平湖市下辖3个街道办事处、6个镇：
当湖街道、曹桥街道、钟埭街道、乍浦镇、新埭镇、新仓镇、广陈镇、林埭镇和独山港镇。
其中：独山港镇（原黄姑镇和全塘镇合并而成）。

## 人口
2021年，平湖市常住人口68.35万人，比上年增长1.8%。人口城镇化率67.6%，比上年提升0.6个百分点。户籍总户数173248户，户籍总人口51.30万人，增长1.0%。
2024年，平湖市常住人口69.7万人，比上年增长约0.7%。人口城镇化率71.2%，比上年提升2.09个百分点。户籍总人口51.7885万人，增长约0.28%。

## 经济
平湖市经济较为发达，为全国最具实力的县市之一，2023年GDP总量为1008.66亿元。综合实力位居中小城市发展战略研究院发布的《2023年度全国综合实力百强县市》第57位。
由于靠近上海，平湖也因此吸引500余家跨国企业前来投资，其中主要集中在日本光机电企业和德国精密制造企业。传统优势工业有服装、箱包、机电、造纸等门类，其中服装制造业产值极高，出口额位居中国第一。农业盛产粮油和水产品，有“金平湖”之称。主产水稻、小麦、油菜、对虾、禽蛋等，特产糟蛋和西瓜。位于市境西南部的乍浦镇拥有杭州湾畔重要的深水港嘉兴港，乍浦镇东部亦建有装机容量达512万千瓦的嘉兴发电厂，为中国巨型火力发电厂之一。
国家级经济开发区
- 平湖经济开发区[8]

省级经济开发区
- 浙江独山港经济开发区[8]
- 乍浦经济开发区（嘉兴综合保税区）[8]

国际产业合作园
- 浙江中日（平湖）产业合作园[8]

## 交通

### 公路
- 杭州湾环线高速杭州湾环线高速
- 常嘉高速杭州湾跨海大桥北接线

- 乍嘉苏高速乍嘉苏高速公路
- 杭浦支线杭浦高速公路

- 228国道
- 320国道

### 铁路
- 沪乍杭铁路计划设置平湖站
- 沪平盐城际铁路计划设置平湖站

### 水路
- 嘉兴港

## 教育
平湖市（含乍浦）共有中小学、幼儿园等全日制学校83所，在职教职工6665人。其中：幼儿园40所、小学18所、初中11所、九年一贯制学校5所、普通高中4所、完全中学1所、特殊教育1所、中职学校3所，在校生74945人。

## 旅游
- 莫氏庄园
- 乍浦炮台
- 九龙山 (嘉兴)
- 平湖东湖景区
- 当湖第一桥
- 平湖市李叔同纪念馆

## 友好城市
| 国家 | 城市     | 结交时间   |
| ---- | -------- | ---------- |
| 美国 | 森尼韦尔 | 2002年12月 |
| 日本 | 府中市   | 2004年5月  |
| 日本 | 小滨市   | 2006年4月  |
| 美国 | 沃森维尔 | 2006年8月  |
| 中国 | 东台市   | 2007年3月  |
| 中国 | 涡阳县   | 2013年6月  |
| 丹麦 | 兰讷斯   | 2018年3月  |